# Collegio uninominale Lombardia 4 - 04 (2020)
Il collegio elettorale uninominale Lombardia 4 - 04 è un collegio elettorale uninominale della Repubblica Italiana per l'elezione della Camera dei deputati.

## Territorio
Come previsto dalla legge n. 51 del 27 maggio 2019, il collegio è stato definito tramite decreto legislativo all'interno della circoscrizione Lombardia 4.
È formato dal territorio dell'intera provincia di Mantova (64 comuni).
Il collegio è parte del collegio plurinominale Lombardia 4 - 01.

## Eletti
| Elezione | Elezione | Deputato    | Partito |
| -------- | -------- | ----------- | ------- |
|          | 2022     | Andrea Dara | Lega    |

## Dati elettorali

### XIX legislatura
Come previsto dalla legge elettorale, 147 deputati sono eletti con sistema a maggioranza relativa in altrettanti collegi uninominali a turno unico.
| Candidati                                 | Candidati             | Voti    | %     | Liste                                 | Voti    | %     |
| ----------------------------------------- | --------------------- | ------- | ----- | ------------------------------------- | ------- | ----- |
|                                           | Andrea Dara ✔️ Eletto | 100 774 | 50,42 | Fratelli d'Italia                     | 60 567  | 30,31 |
| Lega per Salvini Premier                  | Andrea Dara ✔️ Eletto | 100 774 | 50,42 | 25 034                                | 12,53   |       |
| Forza Italia                              | Andrea Dara ✔️ Eletto | 100 774 | 50,42 | 13 738                                | 6,87    |       |
| Noi moderati/Lupi - Toti - Brugnaro - UDC | Andrea Dara ✔️ Eletto | 100 774 | 50,42 | 1 435                                 | 0,72    |       |
|                                           | Paolo Galeotti        | 54 592  | 27,32 | Partito Democratico-IDP               | 42 648  | 21,34 |
| Alleanza Verdi e Sinistra                 | Paolo Galeotti        | 54 592  | 27,32 | 6 066                                 | 3,04    |       |
| +Europa                                   | Paolo Galeotti        | 54 592  | 27,32 | 4 920                                 | 2,46    |       |
| Impegno Civico - Centro Democratico       | Paolo Galeotti        | 54 592  | 27,32 | 958                                   | 0,48    |       |
|                                           | Gianmarco Carra       | 16 545  | 8,28  | Azione - Italia Viva - Calenda        | 16 545  | 8,28  |
|                                           | Giovanni Cappellazzi  | 16 038  | 8,02  | Movimento 5 Stelle                    | 16 038  | 8,02  |
|                                           | Domenico Ossino       | 4 272   | 2,14  | Italexit                              | 4 272   | 2,14  |
|                                           | Aldo Vincenzi         | 2 268   | 1,13  | Unione Popolare                       | 2 268   | 1,13  |
|                                           | Stefano Bacchi        | 2 266   | 1,13  | Italia Sovrana e Popolare             | 2 266   | 1,13  |
|                                           | Silvia Zampelli       | 1 782   | 0,89  | Vita                                  | 1 782   | 0,89  |
|                                           | Simone Visentini      | 815     | 0,41  | Alternativa per l'Italia (PdF - Exit) | 815     | 0,41  |
|                                           | Marco Lusetti         | 310     | 0,16  | Free                                  | 310     | 0,16  |
|                                           | Claudio Vivona        | 194     | 0,10  | Noi di Centro – Europeisti            | 194     | 0,10  |
| Totale                                    | Totale                | 199 856 | 100   |                                       | 199 856 | 100   |
|                                           |                       |         |       |                                       |         |       |
| Schede bianche                            | Schede bianche        | 3 292   | 1,58  |                                       |         |       |
| Schede nulle                              | Schede nulle          | 4 633   | 2,23  |                                       |         |       |
| Votanti                                   | Votanti               | 207 781 | 68,90 |                                       |         |       |
| Elettori                                  | Elettori              | 301 576 |       |                                       |         |       |